# Grup Enciclopèdia

El Grup Enciclopèdia (anteriorment Grup Enciclopèdia Catalana) és un grup editorial català fundat el 1980 i amb seu a Barcelona. És conegut per haver impulsat la Gran Enciclopèdia Catalana així com altres productes de divulgació del coneixement.

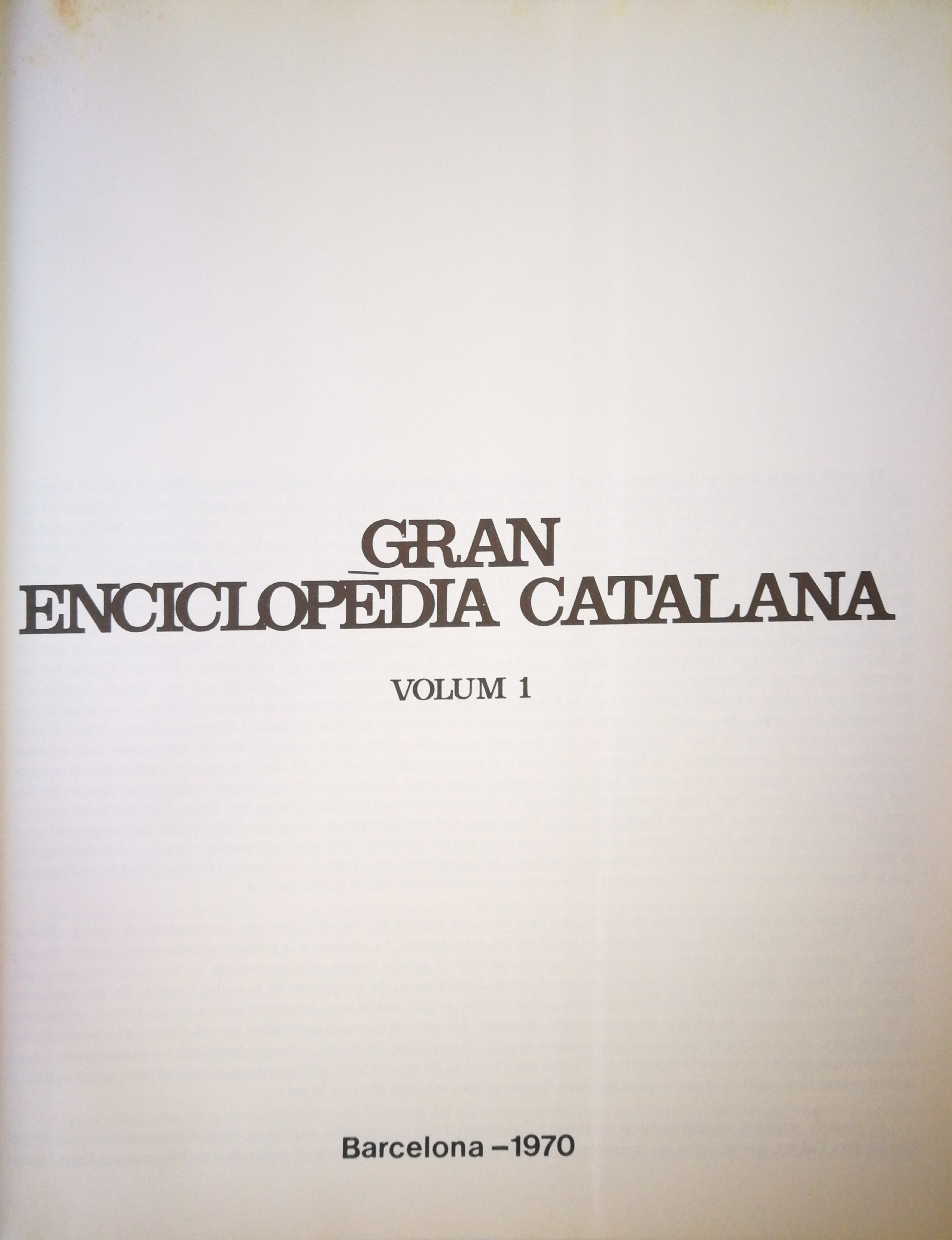
Primer volum de la Gran Enciclopèdia Catalana (1970)

El gener de 2024, Abacus Cooperativa i l'empresari Jaume Roures van fer pública la negociació amb el Grup Enciclopèdia per adquirir-ne els segells editorials, Univers, La Galera, Elastic, Viena, Catedral, Bridge, Rata, Kaji, Ediciones Invisibles i Enciclopèdia, i impulsar un nou grup editorial en llengua catalana juntament amb els segells d'Abacus: Ara Llibres, La Casa dels Clàssics, Inuk i Amsterdam.

## Història
El Grup Enciclopèdia es va fundar el 1980 amb l'objectiu de publicar obres generalistes en català, especialment diccionaris i enciclopèdies. Un dels seus primers productes fou l'edició de la Gran Enciclopèdia Catalana. El 1982 el Grup Enciclopèdia publicà el Diccionari de la Llengua Catalana, que recollia tot el lèxic de la Gran Enciclopèdia Catalana i que fou precedent del Gran Diccionari de la llengua catalana.

### Digitalització
El 1997 va néixer «Catalunya en línia», que incloïa el Gran Diccionari de la llengua catalana i la Hiperenciclopèdia, la primera enciclopèdia en línia en llengua no anglesa (la segona del món després de la Encyclopædia Britannica). Aquell mateix any creà la primera llibreria virtual catalana, Llibres.com, a partir del fons de més de 30.000 títols de la llibreria Proa Espais (fundada el 1991).
El 2010, el Grup Enciclopèdia va iniciar un projecte de digitalització del seu fons amb la voluntat d'oferir-lo a través d'un model freemium, de manera que una part del fons fos de lliure accés mentre que una altra part només fos consultable en règim de subscripció. Una primera fase d'aquest projecte va incloure les obres: Gran Diccionari de la llengua catalana, diccionaris bilingües com ara Català-Castellà/Castellà-Català, Català-Anglès/Anglès-Català, Català-Francès/Francès-Català, Diccionari de sinònims, Gran Enciclopèdia Catalana, Enciclopèdia de l'Esport Català, Diccionari de la Literatura Catalana, Gran Enciclopèdia de la Música, Anuaris 2010, 2011, 2012 i 2013, Enciclopèdia Temàtica Proa, Catalunya Romànica, L'art gòtic a Catalunya, Joies del Modernisme català, Història natural dels Països Catalans, Tradicionari; Història, Política, Societat i Cultura dels Països Catalans, i Superenciclopèdia, entre d'altres.

### Adquisicions editorials i expansió
El 1983 va adquirir Edicions Proa, gràcies a una donació de Joan Baptista Cendrós. Durant la dècada del 1990 va impulsar aquesta editorial i també va adquirir l'editorial La Galera (1992), especialitzada en literatura infantil i juvenil i des d'on llançaren el mateix any una línia de llibres de text (Text, avui dia Text-La Galera). Cinc anys després compraren també l'Editorial Pòrtic (1997), especialitzada en no-ficció.
A principis del segle xxi, va encetar una nova línia de negoci, publicant revistes com Espais mediterranis (2000-02), i promovent el naixement de revistes especialitzades, com Sàpiens o Nat. El grup també va realitzar produccions audiovisuals, amb sèries com Rovelló o El zoo d'en Pitus.

### Grup 62
El 2007 Proa i Pòrtic van passar a formar part del Grup 62, en aquell moment participat a parts iguals per Editorial Planeta, La Caixa i el Grup Enciclopèdia. El 2008 el Grup Enciclopèdia va adquirir la secció de «Grans Obres» del Grup 62.

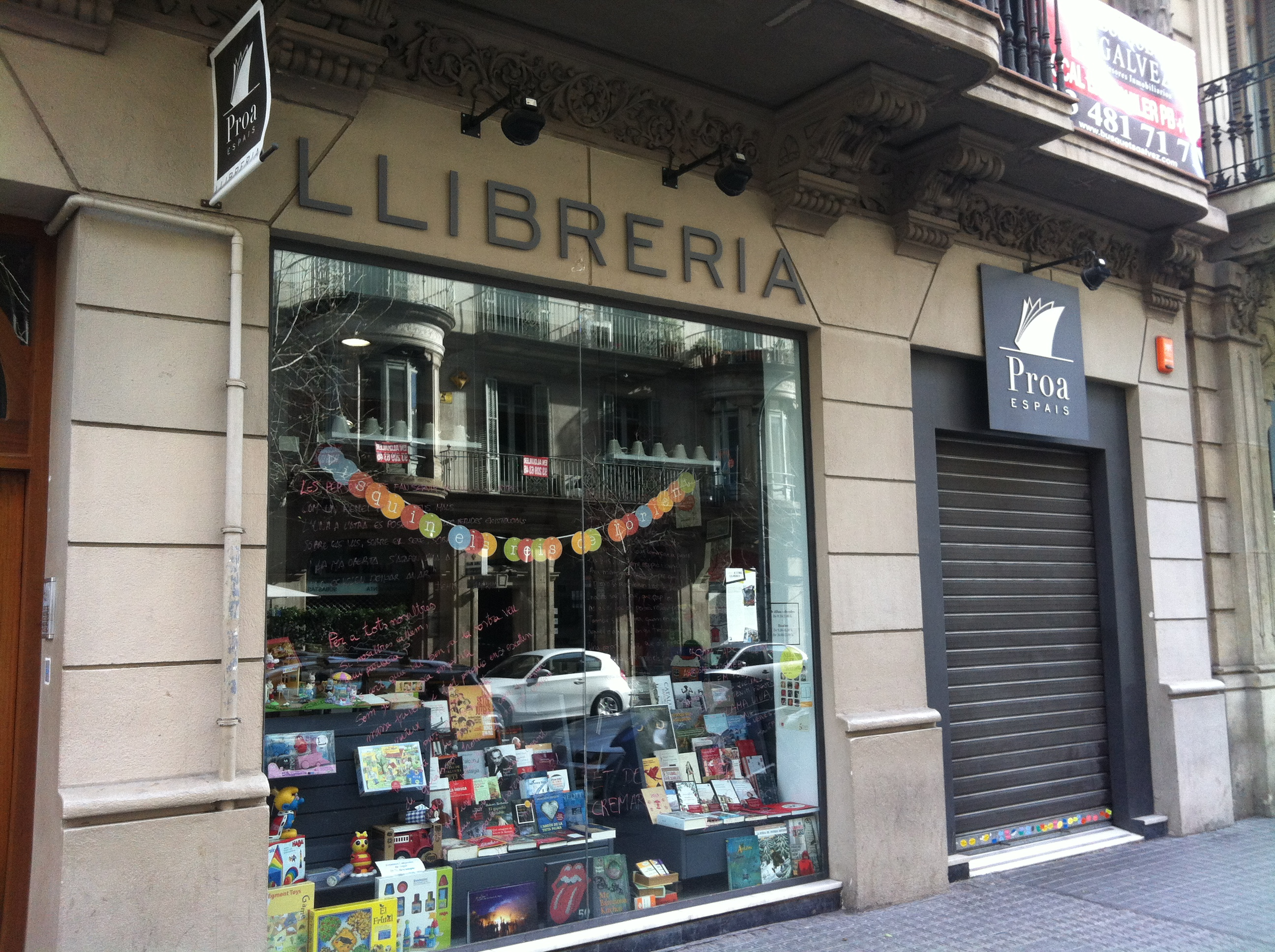
Llibreria Proa Espais

El Grup 62 va tenir unes pèrdues de 500.000 euros el 2012, amb una facturació de 22 milions d'euros. El 2013, aquest grup va anunciar una reducció de plantilla del 25%, afectant una trentena de persones, així com el tancament de la llibreria Proa Espais, després de vuit anys al carrer de Rosselló de Barcelona.
El desembre del 2015 es van celebrar els 50 anys de la Gran Enciclopèdia Catalana en un acte al Palau de la Música on va assistir el president de la Generalitat en funcions, Artur Mas, i d'altres representants destacats del món polític i de la societat civil. En aquells moments el Grup Enciclopèdia facturava uns 20 milions d'euros anuals: les enciclopèdies i diccionaris en representaven una tercera part, una altra els llibres de text i una tercera les edicions de llibreria. Es va anunciar que Iolanda Batallé, editora de La Galera, crearia dos nous segells de ficció el 2016: Catedral i Rata.
El Grup Enciclopèdia progressivament va anar reduint la seva participació en el Grup 62, així, el 2013 Planeta esdevindria accionista majoritari i el Grup Enciclopèdia tindria un 34% de les accions, quota que rebaixaria fins al 21% el 2015.
Finalment, el 2021 Planeta va acabar adquirint el 21% restant del negoci editorial que mantenia el Grup 62, inclosos els segells Proa o Pòrtic, mentre que el Grup Enciclopèdia es quedava el 100% de la distribuïdora Àgora.

### Crisi i fracàs d'Entredós
A partir del 2018, sota la nova presidència de Xavier Cambra de la Fundació Enciclopèdia Catalana i de la nova direcció general de Joan Abellà al Grup Enciclopèdia, es va iniciar una aposta per la distribuïdora Àgora, que es va posar en marxa el juliol del 2022, junt amb l'altra gran distribuïdora catalana, Les Punxes, amb el projecte de la plataforma logística Entredós a la Granada, participada en un 45% i 55% respectivament. Havia de ser el gran projecte logístic per al sector del llibre en català, però una mala gestió va afectar greument tot el sistema de llibreries i la distribució de la majoria de segells editorials en català, amb llibres perduts, liquidacions no pagades i devolucions no abonades.
El fracàs del projecte va acabar amb una demanda judicial milionària de Xarxa de Llibres, formada per 23 editorials com Angle, Cossetània, Barcino, Bromera o Publicacions de l'Abadia de Montserrat. Tot plegat va acabar arrossegant el Grup Enciclopèdia a un futur incert, i el desembre del 2023 va haver de presentar un expedient de regulació d'ocupació que va afectar unes 30 persones, del total d'una plantilla de 100 persones.
Un cop acabada la campanya de Nadal de 2023-24, els segells editorials d'Edicions 62 van anunciar que passarien a distribuir-se a través de l'empresa Logista de Guadalajara tal com ja s'havia previst des del principi, atès que Logista pertany al Grup Planeta.

## Seus
El Grup Enciclopèdia ha ocupat 2 seus històriques. La Casa Garriga Nogués (1983-2004) i la seu actual al 22@.

### Casa Garriga Nogués

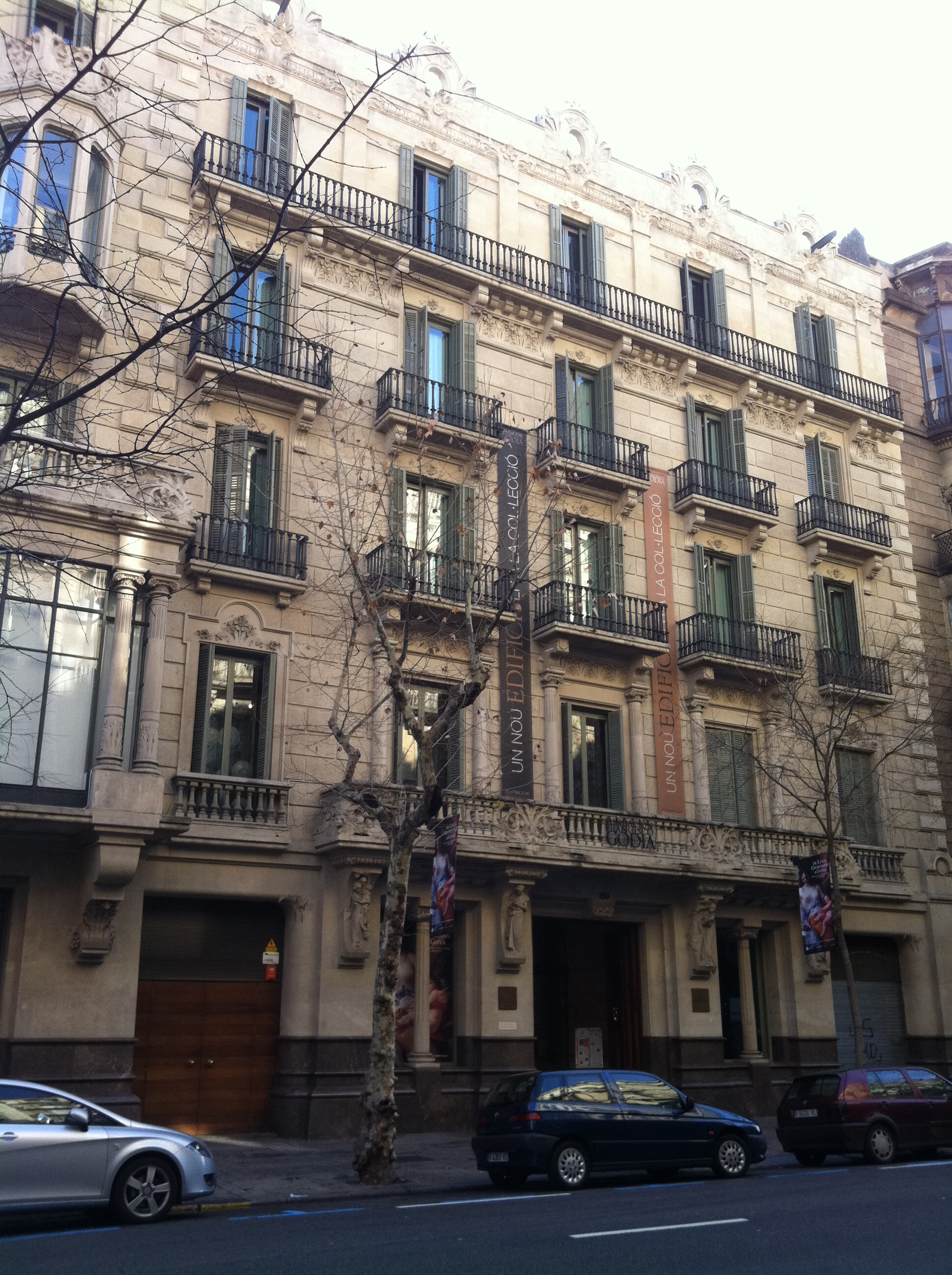
Casa Garriga Nogués, anterior seu del Grup Enciclopèdia i actual seu del Museu de l'Art Prohibit

La casa Garriga Nogués és un edifici eclèctic de 1899-1901 obra d'Enric Sagnier per encàrrec del financer Rupert Garriga Nogués, ubicada al carrer de la Diputació 250 de Barcelona, dins del Quadrat d'or.
Es tracta d'una casa de renda típica de les construccions de l'eixample de canvi de segle, és a dir, amb la planta baixa dedicada a locals comercials, el pis principal per al propietari amb accés des d'una escala privada i senyorívola i la resta de pisos per llogar, amb accés des d'una escala de veïns independent. Entre 1983 i 2004 el grup tenia les seves oficines a la Casa Garriga Nogués. La família Garriga Nogués va residir al pis principal fins a 1936, que tenia un accés privat a través d'una majestuosa escalinata de marbre al centre de l'edifici, creant un pati interior cobert per un magnífic vitrall d'Antoni Rigalt.
Després de la guerra va ser ocupat pel col·legi religiós Sagrados Corazones de Jesús y de María i, entre 1983 i 2004, va ser la seu d'Enciclopèdia Catalana. Va ser reformat el 1987 per Jordi Bonet i Armengol, i el 2007 per Jordi Garcés, per acollir un hotel i ser la nova seu del Museu Fundació Francisco Gòdia, anteriorment ubicada al carrer València en un edifici adaptat també per Jordi Garcés.

### 22@
El 2003 el grup va vendre l'edifici a la Fundació Godia per 22,6 milions d'euros al Grupo Godia, amb l'objectiu d'instal·lar-hi la seu de la Fundació Godia. El Grup Enciclopèdia es va traslladar el 2005 al barri barceloní conegut com a 22@. La seu del 22@ consta de 3.500 m² en un edifici ubicat en la cantonada del carrer Josep Pla amb el carrer Veneçuela, que la Fundació Enciclopèdia Catalana va comprar a Necso Entrecanales Cubiertas, SA, per 10 milions d'euros. Amb els beneficis del canvi de seu van poder fer una ampliació de capital i reduir deute. En aquella època la facturació anual (2003) fou de 50 milions d'euros. També va poder unificar la seu de les diverses empreses, anteriorment dispersades en 8 espais de la ciutat comtal.
A finals de 2023 el Grup acumulava un deute de 9,7 milions d'euros, per la qual cosa va vendre la seu del 22@ per 8 milions per mirar d'eixugar-ne una part. La seu la va comprar Joan Font, propietari del Grup Bon Preu.